# 112. pěší divize (Wehrmacht)
112. pěší divize (německy: 112. Infanterie-Division) byla divize německé armády (Wehrmacht) za druhé světové války.

## Historie
112. pěší divize byla založena 10. prosince 1940 v rámci dvanácté sestavovací vlny německé armády. Na to přispěly části 33. a 34. pěší divize. Divize byla podřízena 2. armádě. Operovala na podzim 1941 u Babrujsku, poté se účastnila bitvy o Kyjevský kotel. V listopadu 1941 byla divize podřízena 2. tankové armádě. Bojovala u Stalinogorsku a poté roku 1942 u Brjansku a Orlu, odkud po operaci Kutuzov ustoupila. Následně byla divize podřízena 4. tankové armádě. Byla nasazena proti operaci Vojevůdce Rumcajev a hned poté se účastnila bitvy o Dněpr a druhé bitvy o Kyjev. 2. listopadu 1943 byla divize zrušena. Zbylé části 112. pěší divize byly převeleny do Korpsabteilung B.

## Velitelé
| Datum             | Hodnost                | Jméno           |
| ----------------- | ---------------------- | --------------- |
| 10. prosinec 1940 | generál pěchoty        | Friedrich Mieth |
| 10. listopad 1942 | generálmajor           | Albert Newiger  |
| 20. červen 1943   | generál dělostřelectva | Rolf Wuthmann   |
| 3. září 1943      | generálporučík         | Theobald Lieb   |